# Klaus Kleine-Weischede
Klaus Kleine-Weischede (* 1934 in Dortmund; † 12. Oktober 2003 ebenda) war ein deutscher Manager.

## Werdegang
Kleine-Weischede studierte Chemie und schloss 1962 mit Promotion an der Universität Göttingen ab. Er war zunächst Betriebsführer bei der Bayer AG. Ab 1970 war er Leiter der Schwefelsäuregruppe und ab 1974 Leiter der Produktion von Anorganischen Chemikalien. 1981 übernahm er die Leitung des Bayer-Werks in Brunsbüttel. 1988 wurde er in den Vorstand gewählt und zugleich Arbeitsdirektor. 1996 trat er in den Ruhestand.
Er war ab 1994 Präsident des Bundesarbeitgeberverbandes Chemie und Vorstandsmitglied der Hermann-Kunst-Stiftung zur Förderung der neutestamentlichen Textforschung.

## Ehrungen
- 1997: Verdienstkreuz 1. Klasse der Bundesrepublik Deutschland